# RFactor 2
rFactor2 è un software di simulazione di corse automobilistiche. Sviluppato esclusivamente su PC da Image Space Incorporated e successivamente dall'olandese Studio 397, è rinomato e conosciuto per avere la miglior fisica, miglior fisica delle gomme e Force Feedback (FFB) tra i simulatori consumer.  Prende esempio dal suo predecessore rFactor nel modding (anche ciò che lo rese famoso all'epoca), ed è anche usato da piloti e scuderie di NASCAR e Formula 1. La maggior parte del codice sorgente deriva da rFactor PRO (versione non disponibile al pubblico e più completa) ed è stato concepito per simulare una moltitudine di veicoli: vanta fantastici tyre model, suspension model e un eccellente motore fisico (pMotor assieme al motore grafico gMotor ecc. che in totale compongono isiMotor 2.5). 
Mentre dal settembre 2016 inizia a collaborare con la casa olandese Luminis, con l'intento di portare nuove features al gioco.

## Curiosità
SimBin usò l'isiMotor per sviluppare giochi al dettaglio come GTR e GTR 2. ISI decise di rendere aperta l'architettura del gioco per facilitare i modders e riempire il gioco dai pochi allora contenuti base ed è diventato famoso, ed è usato per allenare i vincitori della Gran Turismo Academy.
L'unione di isiMotor2 al codice sorgente di rF Pro ha dato origine a questo simulatore. 
L'isiMotor lo ebbero altre compagnie come Slightly Mad Studios, Reiza Studios e 2Pez Games.
La piattaforma è stata usata per correre la 24 ore di Le Mans virtuale durante la pandemia di  COVID-19, tra il 13 e il 14 giugno 2020.